# Polioptila
Polioptila és un gènere d'ocells de la família dels polioptílids (Polioptlidae).

## Taxonomia
Segons la Classificació del Congrés Ornitològic Internacional (versió 15.1, 2025) aquest gènere està format per 18 espècies:
- Agafamosquits blavós (Polioptila caerulea Linnaeus, 1766)
- Agafamosquits cuanegre (Polioptila melanura Lawrence, 1857)
- Agafamosquits de Califòrnia (Polioptila californica Brewster, 1881)
- Agafamosquits de Cuba (Polioptila lembeyei Gundlach, 1858)
- Agafamosquits galtablanc (Polioptila albiloris Sclater, PL & Salvin, 1860)
- Agafamosquits de Yucatán (Polioptila albiventris Lawrence, 1885)
- Agafamosquits encaputxat (Polioptila nigriceps Baird, SF, 1864)
- Agafamosquits tropical (Polioptila plumbea Gmelin, JF, 1788)
- Agafamosquits carablanc (Polioptila lactea Sharpe, 1885)
- Agafamosquits de la Guaiana (Polioptila guianensis Todd, 1920)
- Agafamosquits del Riu Negro (Polioptila facilis Zimmer, JT, 1942)
- Agafamosquits de Pará (Polioptila paraensis Todd, 1937)
- Agafamosquits de l'Inambari (Polioptila attenboroughi Whittaker, Aleixo, Whitney, Smith, BT & Klicka, 2013)
- Agafamosquits d'Iquitos (Polioptila clementsi Whitney & Álvarez A, J, 2005)
- Agafamosquits pissarrós (Polioptila schistaceigula Hartert, EJO, 1898)
- Agafamosquits emmascarat (Polioptila dumicola Vieillot, 1817)
- Agafamosquits tropical (Polioptila major Hellmayr, 1900)
- (Polioptila bilineata Bonaparte, 1850)